# Armand Zaepfel
Armand Zaepfel, fälschlicherweise auch Zäpfel (20. Januar 1890 in Stosswihr im Elsass – 7. Mai 1937 in München) war ein deutscher Film- und Theaterschauspieler.

## Leben und Wirken
Zaepfel entstammte einer musikalischen Familie, sein Vater war Lehrer und seine Geburtsvornamen waren Sebastian Amadeus. Zunächst arbeitete er als Lehrer, ehe er zum Theater stieß. Bereits vor dem Ersten Weltkrieg wirkte er an deutschen Provinzbühnen (z. B. in Königsberg), nach dem Krieg vor allem an Münchner Spielstätten.

„Unvergeßlich ist die Reihe seiner innerlich von tiefer Empfindungsfähigkeit durchwogten, äußerlich machtvoll und in großen Linien der Form und in der Bewegung angelegten Charakterschilderungen. Seine Spannweite reichte von humorvollen und volkstümlich komischen Aufgaben bis zu den erhabensten Gestaltungen, die die tragische Bühne überhaupt zu fordern hat.“

Zaepfel, der zuletzt am Bayerischen Staatstheater verpflichtet gewesen war, starb im Krankenhaus von München-Schwabing an doppelseitiger Lungenentzündung und Gesichtsrose, wie es im Bühnenjahrbuch heißt.

## Theatergraphie (Auswahl)
- 1926: Drama Paulus unter den Juden, Franz Werfel, Prinzregententheater[1]

## Filmografie
- 1934: Der Flüchtling aus Chicago
- 1934: Das verlorene Tal
- 1934: Peer Gynt